# Grethe et Jørgen Ingmann
Grethe Ingmann (née Grethe Clemmensen, le 17 juin 1938, à Copenhague, et morte le 18 août 1990) et Jørgen Ingmann (né le 26 avril 1925, à Copenhague, Danemark, et mort le 21 mars 2015) sont un couple de chanteurs danois. Se produisant en duo, ils ont remporté le Concours Eurovision de la chanson pour le Danemark, en 1963, avec la chanson Dansevise.

## Débuts
Jørgen Ingmann naît le 26 avril 1925, à Copenhague. Il est le deuxième des trois fils d'Alfred Pedersen Ingmann, cheminot, et de Paula Jensen. 
Jørgen commence à jouer du violon dès l'âge de 10 ans. En 1941, il commence sa carrière professionnelle en tant que commis dans une imprimerie. Il met son argent de côté afin de s'offrir sa première guitare. Contre l'avis de son père, alors qu'il est âgé de 16 ans, il quitte son emploi et se lance dans une carrière musicale.
Jørgen commence par jouer dans les orchestres de Børge Roger Henrichsen et de Bertrand Bech. Il se fait progressivement connaître comme guitariste jazz durant la Seconde Guerre mondiale. Après la Libération du Danemark, en 1945, il entre dans le groupe du violoniste jazz Svend Asmussen, qui devient son mentor. Ensemble, ils accomplissent des tournées au Danemark, en Suède et en Norvège. Leur succès va croissant et ils enregistrent de nombreux disques. En 1947, ils entament une grande tournée européenne, qui les mènent en Allemagne, en Espagne, en France, au Royaume-Uni et en Suisse.
Grethe Ingmann naît le 17 juin 1938, également à Copenhague. Elle est la fille de Carl Clemmensen, un ouvrier, et de Kate Ischach. Avec ses cinq frères et sœurs, elle habite dans la banlieue de la capitale danoise.
Grethe commence sa carrière professionnelle à l'âge de 14 ans. Elle entame un apprentissage de couturière et travaille comme ouvrière d'usine. Elle fait ses débuts sur scène, en 1954, à l'âge de 17 ans, comme choriste dans la Cirkusrevuen, un spectacle de cabaret. Elle remplace ensuite Inge Østergaards, dans le quintet The Malihini Hawaiians.
Grethe et son groupe passent dans de nombreuses émissions de jazz et de swing de la radio publique danoise. De son côté, Grethe prend des cours de chant avec Jean Wahl et se fait repérer par Jørn Grauengaard, alors qu'elle passe sur la scène du music-hall La Girafe, à Copenhague. Elle quitte les Malihini Hawaiians et rejoint le trio de Jørn Grauengaard, avec lequel elle enregistre plusieurs disques.

## Rencontre
Grethe et Jørgen se rencontrent en 1955, à La Girafe, alors qu'ils y partagent l'affiche avec leur groupe respectif. Ils se marient le 17 décembre 1956 et décident de quitter leurs formations pour fonder un duo.
Grethe et Jørgen signent un contrat d'enregistrement avec le label discographique Metronome et remportent leur premier succès en 1957, avec le titre Slentre gennem regn (En marchant simplement sous la pluie). Ils effectuent dans la foulée plusieurs tournées au Danemark, en Suède et en Norvège.  
Parallèlement, ils lancent leur carrière solo. Jørgen rencontre son plus grand succès commercial en 1961, avec l'instrumental Apache, du compositeur Jerry Lordan. Sa version est en effet publiée aux États-Unis, avant celle des Shadows. Jørgen décroche la deuxième place des classements américains et un disque d'or. Grethe obtient un premier succès international en 1963, avec Hello Boy!.

## Participation au Concours Eurovision de la chanson
En 1963, Grethe et Jørgen participent à la sélection nationale danoise (le Dansk Melodi Grand Prix) pour la huitième édition du Concours Eurovision de la chanson. Ils la remportent avec la chanson Dansevise (Ballade dansante), écrite par Sejr Volmer-Sørensen et composée par Otto Francker.
Le samedi 23 mars 1963, à Londres, Grethe et Jørgen remportent le Concours Eurovision pour le Danemark. Leur victoire suscita pourtant la première controverse de l'histoire du concours. Le porte-parole du jury norvégien, Roald Øyen, ne respecta pas la procédure et se trompa dans ses énoncés. Repris par la présentatrice, Katie Boyle, qui le pria de répéter les résultats dans l'ordre correct, Roald Øyen demanda d'être rappelé à la fin du vote, après que tous les autres pays aient été contactés. À la fin de la procédure, la Suisse était en tête avec 42 votes et le Danemark, deuxième avec 40 votes. Mais, lorsque Katie Boyle recontacta le jury norvégien, Roald Øyen lut des résultats différents de ceux énoncés précédemment. Les résultats furent corrigés sur le tableau. Le Danemark obtint alors 42 votes et la Suisse, 40. Le Danemark fut alors proclamé vainqueur. Il s'avéra par la suite que les résultats du jury norvégien n'étaient pas prêts lorsqu'il fut appelé pour la première fois par Katie Boyle. Son président était encore occupé à additionner les votes des jurés. Pris de court, Roald Øyen aurait lu des résultats provisoires.
Après leur victoire, Grethe et Jørgen enregistrent deux autres versions de Dansevise, en anglais (I Loved You) et en allemand (Der Sommer ging vorüber). La chanson rencontre un certain succès commercial en Scandinavie, mais pas dans le reste de l'Europe.

## Carrière en duo et divorce
De 1963 à 1965, Grethe et Jørgen participent à plusieurs festivals en Scandinavie. Ils adaptent des succès internationaux en danois, mais ne rencontrent pas le succès commercial espéré. Leurs tentatives de s'établir sur le marché allemand obtiennent le même résultat.
Grethe participe à deux reprises en solo, au Schlagerfestival de Baden-Baden. En 1963, elle termine cinquième avec Der King von Solo. En 1965, elle est éliminée en demi-finale avec Summerwind. Les deux chansons ne rencontrent qu'un succès commercial limité, mais en 1966, devient Summerwind un succès international dans sa reprise par Frank Sinatra, sous le titre Johnny Mercer. Jørgen devient directeur de production auprès du label Metronome.
Grethe et Jørgen enregistrent leur dernier album ensemble en 1974. Ils divorcent le 7 janvier 1976. Grethe se remariera en 1977 avec Bo Augustinus ; Jørgen, en 1979 avec Gitte Heath.

## Carrières en solo et retraite
Grethe participe à trois autres reprises à la sélection nationale danoise pour le Concours Eurovision de la chanson. Premièrement, en 1978. Elle termine cinquième avec la chanson Eventyr. Deuxièmement, en 1979, en duo avec Bjarne Liller, avec la chanson Alt er skønt. Ils terminent à la première place ex æquo, avec Tommy Seebach. Après un nouveau vote des jurys, Grethe et Liller doivent s'incliner face à Seebach. Troisièmement, en 1980. Elle termine troisième avec la chanson Hej, hej, det swinger!.
Jørgen continue d'enregistrer des disques de jazz, puis se concentre sur sa carrière de compositeur. Il prend sa retraite en 1984, ne parvenant plus à gérer le trac qui l'avait poursuivi durant toute sa carrière. Il vit retiré de la scène et des médias durant les trente-et-une années suivantes. Il meurt le 21 mars 2015 d'un arrêt cardiaque.
Grethe continue à chanter jusqu'à la fin des années 1980. Elle publie son dernier album en 1985 et donne de nombreux galas. Elle doit prendre sa retraite, souffrant de plus en plus de maladies liées à son alcoolisme. Elle fait sa dernière apparition à la télévision, au printemps 1990, dans l'émission Elevatoren. Elle meurt le 18 août 1990 d'un cancer du foie et est enterrée au cimetière de Sundby.

## Discographie

### Grethe & Jørgen Ingmann
- 1963 : Dansevise

### Grethe Ingmann
- 1963 : Hello Boy!
- 1963 : The King of Soho

### Jørgen Ingmann
- 1960 : Apache
- 1961 : Anna
- 1961 : Violetta
- 1962 : Valencia
- 1963 : Pepe
- 1963 : Drina-Marsch
- 1964 : Desert Marche (La longue marche)
- 1964 : Tovarisch
- 1965 : Zorba
- 1966 : Korfu